# Filippo Barigioni

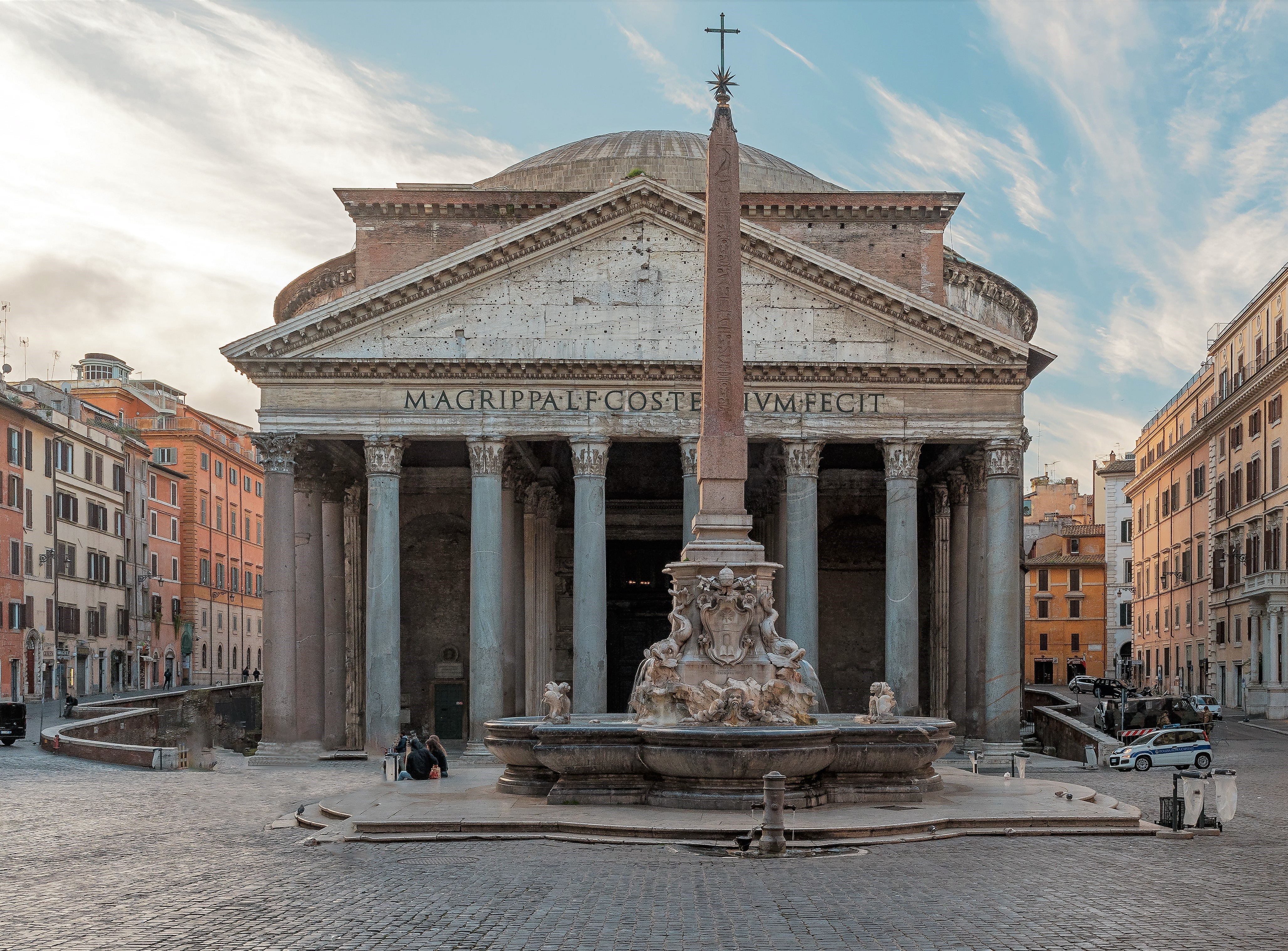
Fontana della Rotonda Filippo Barigioniego wspierająca obelisk przed Panteonem

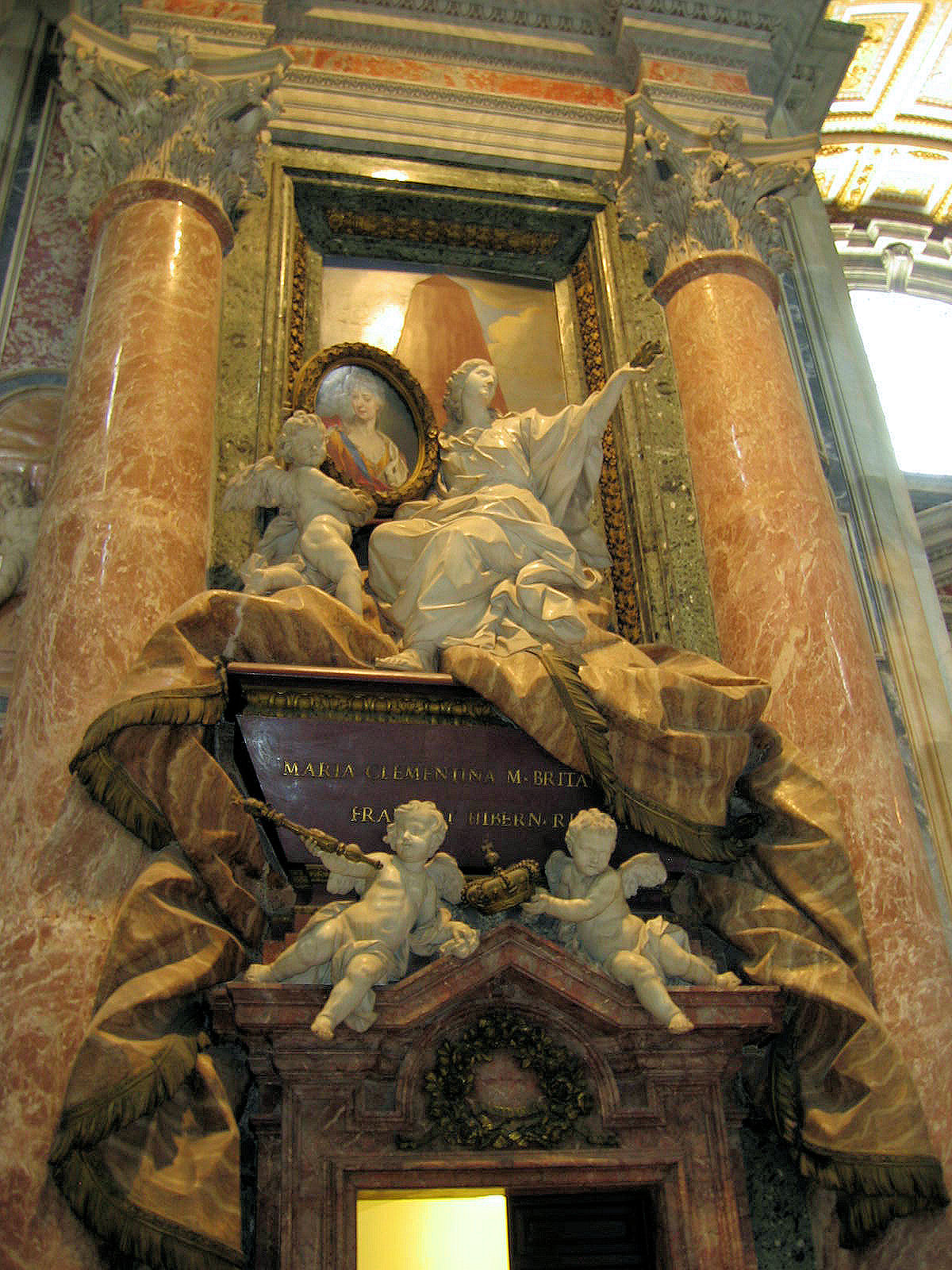
Pomnik Marii Klementyny Sobieskiej

Filippo Barigioni (ur. 1690 w Rzymie, zm. 1753 w Rzymie) – włoski architekt i rzeźbiarz doby baroku, pracujący głównie w Rzymie na zlecenie papieży.
Był profesorem Akademii Świętego Łukasza w Rzymie, jego najbardziej znanym uczniem był Carlo Marchionni.

## Najważniejsze prace
- Fontana della Rotonda przed Panteonem,
- Palazzo Testa-Piccolomini,
- akwedukt i fontanna w Nepi,
- fontanna w Tarquinia,
- fasada kościoła San Gregorio a Ponte Quattro Capi,
- transept kościoła S. Andrea delle Fratte,
- dokończenie projektu Palazzo Communale w Velletri,
- pemont kościoła S. Marco,
- projekt pomnika Marii Klementyny Sobieskiej w bazylice watykańskiej,
- kaplica S. Fabiano przy Via Appia,
- kościół Madonna del Pascolo.